# Video Technology Laser 310
Video Technology LASER 310 (LASER 310) је кућни рачунар фирме Video Technology који је почео да се производи у Хонгконгу током 1984. године.
Користио је Zilog Z80 A микропроцесорску јединицу а RAM меморија рачунара је имала капацитет од 16 kb (до 64 kb). 

## Детаљни подаци
Детаљнији подаци о рачунару LASER 310 су дати у табели испод.
|                       |                                |
| [ 1 ]                 |                                |
| Произвођач            |                                |
| Тип                   | кућни рачунар                  |
| Меморија              | 16 (до 64 )                    |
| Поријекло             | Хонгконг                       |
| Година                | 1984                           |
| Тастатура             | QWERTY, 46 механичких тастера  |
| Процесор              |                                |
| Фреквенција процесора | 3,54                           |
| RAM                   | 16 (до 64 )                    |
| ROM                   | 16                             |
| Текст                 | 32 x 16, 8 боја (Mode 0)       |
| Графика               | 128 x 64, 4 боје (Mode 1)      |
| Боја                  | 8                              |
| Звук                  | мали звучник, 1 глас, 3 октаве |
| Димензије             | 30,5 x 18,5 x 5,5 / 800g ?     |
| Портови               |                                |
| Оперативни систем     | [[]]                           |